# 柳樹峽谷 (亞利桑那州)
柳樹峽谷（英語：Willow Canyon）是位於美國亞利桑那州皮馬縣的一個人口普查指定地區。根據2010年美國人口普查，該地共人口116人，而該地的面積約為0.86平方千米。

## 地理
柳樹峽谷的座標為32°23′19″N 110°41′25″W / 32.38861°N 110.69028°W，而該地最高點為海拔高度2125米（即6972英尺）。